# Sipos László (színművész)
Sipos László (Sándorfalva, 1956. november 26. – Pécs, 1989. március 21.) magyar színész.

## Életpálya
Sándorfalván született 1956. november 26-án. Kazimir Károly osztályában színészként diplomázott 1981-ben, a Színművészeti Főiskolán. Főiskolásként gyakorlaton a Thália Színházban, a Körszínházban és a Népszínházban szerepelt. 1981-től a Pécsi Nemzeti Színház művésze volt. 1989. március 21-én autóbalesetben hunyt el.

## Fontosabb színházi szerepei
- Bertolt Brecht: Egy fő az egy fő... Link Lajos
- Bertolt Brecht: Dobok és trombiták... William Plume kapitány
- Spiró György: Csirkefej... Apa
- William Shakespeare: Hamlet... Laertes
- William Shakespeare: Macbeth... Macbeth
- William Shakespeare: Antonius és Cleopatra... Enobarbus
- William Shakespeare: Lear Király... Kent grófja
- David Storey: Anyánk napja... Gordon
- Marcel Aymé: Gróf Clérambard... Hector de Clérambard gróf, Octave édesapja
- Nyikolaj Vasziljevics Gogol: Háztűznéző... Zsevakin, tengerész
- Molière: Tartuffe... Cléante, Orgon sógora
- Karinthy Ferenc: Dunakanyar... Férfi
- Kálmán Imre: A Bajadér... Trebizende, színigazgató
- Kálmán Imre: Cirkuszhercegnő... Brusovszky, az adjutánsa
- Kálmán Imre: Ördöglovas... Batthyány
- Lope de Vega: A kertész kutyája... Tristan, Teodoro inasa
- Jevgenyij Lvovics Svarc: Hókirálynő... Mesemondó
- Marton Frigyes – Kovalik Márta – Hegyi Imre: Kiskapukulcsok... szereplő
- Szomory Dezső: Bella... Talpa-Magyar Ede
- Hernádi Gyula: Dogma... Santucci bíboros
- Bernardo Bibbiena: Kalandria... Ruffo, vajákos
- David Mamet: Amerikai bölény... Walter Cole, akit Profnak hívnak, Don barátja és társa
- Georges Feydeau: A barátom barátnője... Sejk, Palesztria uralkodója
- Georges Feydeau: A balek... Soldignac
- Békés Pál – Rozgonyi Ádám: Szegény Lázár... Lázár
- Jakob Michael Reinhold Lenz: A katonák... Stolzius, armentieres-i posztókereskedő

## Filmek, tv
- Hogyan csináljunk karriert (1981)
- Falfúró (1986)

## Önálló est
- Hajnóczy Péter A halál kilovagolt Perzsiából